# Motte castrale de la Malatière
La motte castrale de la Malatière définit l'emplacement d'une ancienne motte castrale du XIe siècle, situé sur la commune de Rang dans le département du Doubs en France.

## Histoire
La motte castrale aurait comme origine le XIe siècle et diverses monnaies retrouvées lors de fouilles attestent encore sa présence aux XVe et XVIe siècles.
Les vestiges de la motte castrale font l’objet d’une inscription au titre des monuments historiques depuis le 1er juin 2011.

## Localisation
Les vestiges sont situés sur le lieu-dit de la Côte de la Malatière, sur le territoire de la commune de Rang.

## Description
La motte avait une fonction résidentielle avec ses composantes classiques à savoir : une motte, une basse-cour et des fossés.